# Joan Osborne
Joan Elizabeth Osborne (Anchorage, Kentucky, 8 de julio de 1962) es una cantante y compositora estadounidense. Es más conocida por su canción "One of Us" y por su trabajo con The Dead, banda formada por los miembros sobrevivientes de The Grateful Dead.

## Biografía
Originaria de Anchorage, suburbio de Louisville, Kentucky, Osborne se trasladó a Nueva York a finales de 1980, donde formó su propio sello discográfico, Womanly Hips, y para publicar varias grabaciones independientes antes de firmar con Mercury Records, Soul Show: Live at Delta 88 (1991) fue su primer álbum. Su segundo (y la primera gran discográfica) álbum fue Relish (1995), que se convirtió en un éxito gracias a su único sencillo "One of Us". La canción estaba mucho más orientada hacia el pop que el resto del álbum, que estaba impregnado de country, blues y música popular. "Right Hand Man" y "St. Teresa", tuvieron menos éxito que "One of Us".
Ella apareció en la película documental del 2002, Standing in the Shadows of Motown, y estuvo de gira con Motown Records y The Funk Brothers. Ella y su banda acompañada de los Dixie Chicks para una gira nacional en el verano del 2003, tiempo durante el cual también se unió a la banda de veteranos en San Francisco como vocalista, The Dead, y lanzó su cuarto álbum, titulado "How Sweet It Is", una colección de rock clásico y versiones de soul.
Durante el 2005 y 2006, Osborne apareció en numerosas ocasiones con Phil Lesh and Friends. En febrero de 2007, apareció en el Grand Ole Opry.

## Discografía

### Álbumes de estudio
| 1991                                   | Soul Show: Live at Delta 88 | —   | — | —  | —  | — | Womanly Hips |
| 1995                                   | Relish                      | 9   | 1 | —  | —  | 5 | Blue Gorilla |
| 1996                                   | Early Recordings            | —   | — | —  | —  | — | Mercury      |
| 2000                                   | Righteous Love              | 90  | — | —  | —  | — | Interscope   |
| 2002                                   | How Sweet It Is             | —   | — | 19 | —  | — | Compendia    |
| 2005                                   | One of us                   | —   | — | —  | —  | — | Artemis      |
| 2005                                   | Christmas Means Love        | —   | — | —  | —  | — | Time Life    |
| 2006                                   | Pretty Little Stranger      | —   | — | —  | 58 | — | Vanguard     |
| 2007                                   | Breakfast in Bed            | 160 | — | —  | —  | — | Time Life    |
| 2008                                   | Little Wild One             | 193 | — | —  | —  | — | Time Life    |
| 2012                                   | Bring It on Home            | 154 | — | —  | —  | — | Saguaro Road |
| 2014                                   | Love and Hate               | —   | — | —  | —  | — | Membran      |
| 2017                                   | Songs of Bob Dylan          | —   | — | —  | —  | — | Womanly Hips |
| 2020                                   | Trouble and Strife          | —   | — | —  | —  | — | Womanly Hips |
| "—" indica que no entró en los charts. |                             |     |   |    |    |   |              |

### Sencillos
| Año  | Sencillo         | Posiciones en los charts | Posiciones en los charts | Posiciones en los charts | Posiciones en los charts | Posiciones en los charts | Posiciones en los charts | Posiciones en los charts | Álbum  |
| Año  | Sencillo         | US                       | US AC                    | US Adult                 | US Main                  | US Mod                   | UK                       | AUS                      | Álbum  |
| ---- | ---------------- | ------------------------ | ------------------------ | ------------------------ | ------------------------ | ------------------------ | ------------------------ | ------------------------ | ------ |
| 1995 | "One of Us"      | 4                        | 20                       | 16                       | 26                       | 7                        | 6                        | 1                        | Relish |
| 1996 | "St. Teresa"     | -                        | -                        | -                        | -                        | -                        | 33                       | -                        | Relish |
| 1996 | "Right Hand Man" | -                        | -                        | -                        | -                        | -                        | -                        | -                        | Relish |